# Filippo Grandi
Filippo Grandi (Milão, 1957) é um diplomata italiano que opera principalmente em operações humanitárias das Nações Unidas, atuou como comissário-geral da Agência das Nações Unidas de Socorro e Trabalho para os Refugiados da Palestina no Próximo Oriente (UNRWA). Em 11 de Novembro de 2015, o secretário-geral da ONU, Ban Ki-moon anunciou a sua intenção de nomear Grandi como o próximo Alto Comissário das Nações Unidas para os Refugiados para assumir o cargo em 2016.

## Biografia
Grandi começou sua carreira no escritório do Alto Comissariado das Nações Unidas para os Refugiados (ACNUR) em 1988, e serviu, incluindo o Sudão, Síria, Turquia e Iraque após a primeira Guerra do Golfo. Ele também dirigiu uma série de operações de emergência, incluindo no Quênia, Benin, Gana, Libéria, Região da África Central, Yemen e no Afeganistão. Entre 1996 e 1997, foi Coordenador de Campo do ACNUR e das Nações Unidas atividades humanitárias na República Democrática do Congo durante a guerra civil. De 1997 a 2001, ele trabalhou no Escritório Executivo do ACNUR em Genebra, como assistente especial e, em seguida, Chefe de Gabinete em 2001, atuou como chefe da missão do ACNUR.
Grandi, em seguida, mudou-se para Missão de Assistência das Nações Unidas no Afeganistão (UNAMA), em 2004, onde atuou como Vice-Representante Especial do Secretário-Geral competente para os assuntos políticos. 
Grandi tem um grau de bacharel em filosofia das Universidades Estaduais de Veneza e Milão, e da Universidade Gregoriana de Roma.